# Prince of Darkness
Prince of Darkness är en CD-box med fyra skivor av Ozzy Osbourne som gavs ut 2005. Boxen innehåller sammanlagt 52 spår. Titeln syftar på Ozzy Osbournes smeknamn.